# 서울전차
서울전차(서울電車)는 1899년부터 1968년까지 서울 시내에서 운행하던 노면전차를 통칭하는 표현이다. 일제강점기에는 경성전차로도 불렸으며, 해방 이후 경성전기주식회사에서 운영했으므로 경전전차(京電電車) 또는 경전(京電)으로도 부르기도 한다.

## 역사
서울전차의 역사는 크게 초창기인 대한제국기(1899~1909), 일본회사 인수 후부터 일제강점기 기간(1909~1945), 그리고 해방 이후부터 폐선까지의 기간(1946~1968)으로 구분할 수 있다.

### 대한제국기
서울전차 설치는 대한제국의 전기 도입 사업의 부대사업으로 이루어졌다. 1898년에 한성(지금의 서울) 일대의 전력공급권 사업권을 취득하고 한성전기회사(漢城電氣會社)를 개업한 콜브란(H. Collbran)과 보스트위크(H.R. Bostwick)가 전력의 주요 소요처로서 전차 부설을 검토하였다. 이러한 전차의 도입 과정에서 콜브란 등은 고종황제의 홍릉 행차시에 신하를 다수 동행해야 함으로 인한 재정 낭비와 불편함을 전차로 해결할 수 있다고 설득하여 그 허가를 얻고, 황실의 투자까지 받았다고 한다. 이들은 계약이 체결되자 일본인 기술자를 불러들여 공사를 시작하고, 서대문에서 종로, 동대문을 거쳐 청량리에 이르는 5마일(약 8 km) 길이의 단선궤도 및 전차선을 설치하였다. 전차 철도를 개설하는 예식은 1898년 9월 15일 오후 4시에 흥화문 앞에서 거행되었다.
이후 75kW급 직류 600V 발전기 및 100마력 증기기관을 동대문 안쪽에 설치하였고, 차량의 조립도 순조롭게 진행되었다. 1899년 5월 3일 오후 3시에 첫 시험 운행을 하였다. 1899년 5월 20일(음력 4월 초11일)에 개통식을 가지고 운행을 개시하였다. 서울전차의 개통은 당시 아시아 지역에서는 교토에 이은 두 번째였으며, 수도에 부설된 것으로는 최초의 것이었다.
당시 전차는 40인승 차량 8대와 황실전용 귀빈차 1대로 구성되어 있었으며, 개통 당시 성대한 환영을 받았다고 알려져 있다. 또한, 성내 주민들 역시도 매우 반응이 좋아서 개통 당일 운행에 지장이 발생할 정도였다고 알려져 있다. 특히, 생업을 잊고 전차만 타는 사람이 있는가 하면, 지방에서 전차를 타기 위해 상경하는 사람도 많아 파산자가 속출했다는 이야기도 전해진다. 당시 운전수는 교토시전의 일본인 경력자 중에서 선발하였으며, 차장은 한국인을 채용하였다. 승차권은 상등과 하등으로 구분하였으며, 특별히 정차장을 설정하지 않고 승객이 요구하면 차를 세우고 여객을 취급했다고 한다.
그러나 개통 후 10일째 되는 날 종로2가에서 5살 어린아이가 전차에 치어 죽는 일이 벌어졌다. 아이의 아버지가 이를 보고 도끼를 빼들고 전차에 달려들자, 시민들이 여기에 합세하여 차량에 달려들었다. 당시 시내에 전차로 인해 가뭄이 일어난다는 둥 유언비어가 유포되었는데, 이로 인해 시민들의 반응이 과격해진 것이 아닌가 생각된다. 차장과 운전수는 요행이 빠져나올 수 있었으나, 전차는 파괴, 전소되었다. 이후 다른 전차 역시 수난을 당하고, 발전소까지 위협당하는 상황이 발생하였다. 소동은 곧 진정되고, 이러한 폭동 발생에 대해 조야에서는 책임자를 문책하고 사상자에 대한 배상을 실시하였다. 그러나, 일본인 전차 종업원은 운행 자체를 거부하고, 호신용 권총의 소지, 경찰 1인의 첨승, 그리고 유족 보호를 위한 공탁금 제도 실시 등을 내걸었다. 그러나 협상은 난항을 겪어, 일본인 종업원은 전원 철수하였으며, 이로 인해 5개월간 운휴하게 되었다. 이에 한성전기회사측은 미국인 운전수 8명과 기계공 2명을 급거 모집하여 동년 9월 말 경에 운행을 재개하였다.
이후 전차사업은 차량이 개방형이어서 추위와 비바람을 제대로 막아주지 못하고 의자 역시 나무의자로 불편했으나, 빠르고 편리했기 때문에 상당히 인기를 끌어서 선로 연장 요구가 제기되기에 이르렀다. 개통 당해에 운행 계통을 남대문까지 연장하였고, 그 이듬해(1900년)에 남대문에서 용산까지 연장할 것을 결정하여, 공사를 실시, 운행을 개시하였다. 특히 용산까지 연장하면서, 용산의 포구로부터 성내까지 화물 수송을 실시한 바 있다. 이후 서대문까지의 연장, 그리고 남대문에서 서소문 간을 의주로를 따라 운행하는 루트가 추가되었으나, 승객이 많지 않아 2~3년 뒤에 결국 폐지되었다. 이러한 노선 연장 과정중 특히 서대문 연장 시에는 당시 부설된 경인철도주식회사의 경인철도와의 평면 교차 문제가 발생하여, 일본측과 상당한 신경전을 벌이기도 했으나, 외교적 노력에 의해서 무마될 수 있었다고 한다. 이후, 한성전기회사는 자금난에 빠져 미국의 엠파이어 트러스트사에 합자, 광무8년(1904년)에 그 명칭을 한미전기회사로 바꾸게 되었다.
'고종과 한미전기주식회사'(고승제 저)에서는 당시 상황을 다음과 같이 정리하고 있다. 한성전기회사는 수익원을 개척하는 긴급대책으로 1901년 1월까지 전차 노선을 종로에서 남대문을 거쳐 용산에 이르기까지 확장했다. 이처럼 사업규모가 확대됨에 따라서 외자를 도입하는 길을 열 수밖에 없었다. 그리하여 코네티컷주에 있는 미들섹스(Middlesex)지방의 세이브루크(Saybrook)시에 있는 엠파이어 트리스트라는 금융회사에서 30만달러를 도입하기로 했다. 이 차관의 도입은 고종의 내략을 얻고자 한 처사이었으나 한성전기회사에 심각한 변화를 가져오고 말았다. 30만달러의 차관을 도입하기 위해서는 미국회사의 자격을 갖추어야만 했다. 그리하여 1904년에 한성전기회사라는 상호는 사라져 버리고 한미전기주식회사(American Korean Electric Co)가 탄생하지 않을 수 없게 되었다.

### 일제강점기
한미전기주식회사는 합자 등의 조처에도 불구하고 경영상황이 개선되지 않자, 당시 여러 조약을 배경으로 한국에 진출하여 일한가스주식회사를 설립한 일본의 재벌 시부사와 에이치(渋沢栄一)와 매각 교섭을 벌였다. 일한가스주식회사(韓日瓦斯會社) 중역회의에서 한미전기회사의 매입은 특별한 이견 없이 가결되어, 1909년 6월 23일에 그 매매계약이 체결되었다.
'고종과 한미전기주식회사'(고승제 저)에서는 한미전기주식회사가 한일가스주식회사에 매각되던 상황을 다음과 같이 정리하고 있다. 30만달러의 차관을 도입하여 경영체제를 바로 잡으려고 할 무렵에 러일전쟁이 발발하여 한국에 대한 일본의 지배력이 날로 높아지자 보스트위크가 미국에 돌아간 다음부터 회사의 운영권을 독점하게 되었던 콜브란은 한미전기주식회사를 일본측에 매도할 방안을 탐색하기 시작했다. 드디어 1908년 9월 30일에 설립된 한일가스주식회사에 매도하고 말았다. 1908년 10월 31일의 일이었다. 한일가스주식회사라고해도 제1은행재벌의 총수인 渋沢栄一이 회장의 자리에 앉고, 나머지 9명으로 구성된 중역진 안에서 취체역 白黃基와 감사역 金時鉉의 이름을 찾아볼 수가 있을 뿐이다. 한미전기주식회사를 한일가스주식회사에 팔아넘기는 매도절차는 서울에서 이루어지지 않았다. 일본의 국제항인 요코하마에 있는 미국계은행인 인터내셔널은행에서 이루어지고 말았다. 매도금액은 70만원이고 미국에서 도입한 차관잔금 25만달러를 부담하는 조건이 붙었다. 일본인들은 한미전기주식회사를 매수하는 미끼로 한일가스주식회사를 이용했으나 따지고 보면 한일가스주식회사도 權東壽를 비롯한 한국인 실업가들이 이미 설립해 오던 회사가 아니었는가. 오늘날의 한국은행사옥에 도사리고 있었던 제일은행지점이 이미 대부한 융자금을 회수하는 조건으로 설립인가를 가로채는 방법으로 설립한 아직 실체조차 갖추지 못한 회사에 지나지 않았다. 한미전기주식회사를 일본의 요코하마에서 팔아넘김에 있어 콜브란은 고종에게 알리지도 않았다. (중략) 한미전기주식회사를 매도했다는 소식을 듣게 되자 고종은 격노하여 진정할줄을 몰랐다고 한다. 그리하여 궁내 부차관인 일본인 小宮三保松을 불러서 "콜브란은 한미전기주식회사를 한일가스주식회사에 양도매도했다고 하는데 나로서는 교섭을 받은 일도 없으며 보고를 받은 일도 없었다. 콜브란에게 나의 주식을 모조리 맡겨두었는데 어찌된 일이냐. 즉각으로 조사해 보라"는 명령을 내렸다. 놀라자빠진 小宮三保松은 팔방으로 전보를 치고 공문서를 발송했다. 영국에서 태어나서 미국으로 이민해왔던 콜브란은 미국을 거쳐서 런던으로 도피해 버리고 말았다.
1909년에 한미전기회사는 귀빈차를 포함한 객차 37량, 화차 13량을 가지고 있었으며, 일일 승객수는 370명 정도였다.
이들은 곧이어 한일 병합 조약이 체결되자 그 즉시 대대적인 투자를 벌여, 종로~남대문~동자동 간의 노선을 복선화하고, 종로~동대문 간 역시 복선화하였다. 차량 역시 새롭게 밀폐형 차량을 대거 도입하였다. 사업이 팽창하는 가운데 1915년에는 일한가스주식회사는 경성전기주식회사로 개정하였으며, 경로 역시 빠르게 증가일로를 걸었다.
그러나, 이러한 호조는 지역사회에 제대로 환원되지 못하였는데, 특히 한국인이 밀집거주하는 서대문과 마포 계통은 운임을 비싸게 부르고, 일본인이 밀집한 용산 계통은 운임을 낮게 부르는 식으로 운영하여 운임인하 운동이나 부영(시영) 운동 등 공영화 논란을 초래하기도 하였다. 또한, 서울의 인구는 1920년까지의 정체기를 거쳐 급격히 팽창하였고, 이로 인해 주택이 없어 움집을 짓고 사는 토막민이 대규모로 발생하는 등 서울의 과밀화가 발생하기 시작했으나, 전차는 여기에 충분히 대응하지 못해 교통난이 발생하기에 이르렀다. 또한, 부영 버스 및 경성버스의 버스 운행이 실시되면서 경쟁도 발생하게 되었으며, 이에 대응하기 위해서 반강제(半鋼製) 보기(Bogie) 차량의 도입, 시내 정거장의 무정차 통과 등의 대책을 세웠으나, 큰 효과를 거두진 못하였다. 다만, 무정차 통과를 통해 시내에 난립한 정거장의 정리 등이 이루어지는 일부 개선은 이루어졌다.
이후 중일전쟁, 제2차 세계 대전의 발발로 인해 전차사업은 점차 파행으로 치닫게 된다. 검수는 제대로 이루어지지 못하며, 차량의 개량 또는 교체 역시 극도로 정체되었다. 선로와 전기시설 역시 심각할 정도로 혹사당하였다고 한다.

### 해방 이후

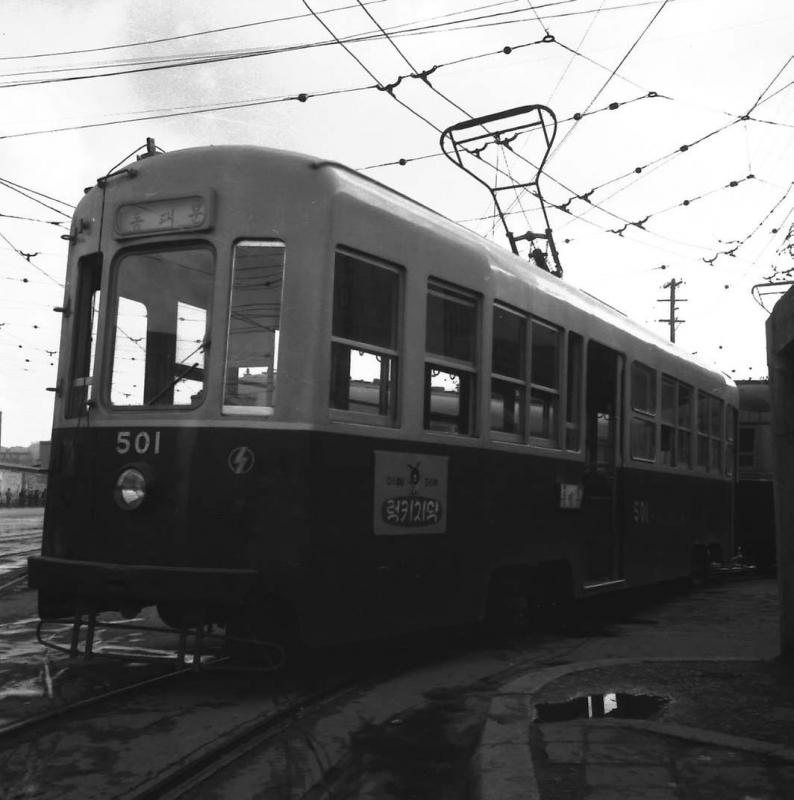
1963년 11월 서울시내 전차의 모습.

일제 패망과 함께 경성전기주식회사의 전차사업 역시 다른 사업과 함께 한국인의 손으로 운영하게 되었다. 그러나 한편으로, 전시동원기의 혹사와 광복의 기쁨에 환호하는 시민들의 난동으로 인해 전차는 수난을 겪게 되었다. 해방 후 보름 동안 차량의 가동상태는 101대에서 59대까지 급감하기에 이르렀다. 또한, 서울시는 귀국동포와 북한으로부터의 월남자 증가로 크게 밀도가 증가해서, 전차운행은 가일층 가혹한 상황이었다. 여기에 좌우익의 대립에 따른 혼란으로 노동조합의 파업, 태업, 사보타지 등이 속출하여 1947년에 이르러서는 하루 27대만 운행할 정도로 혼란의 극에 달했다. 이후, 단체협약 등을 통해 상황이 호전되면서 27대를 기점으로 다시 가동률이 회복되어, 1948년에 이르러서는 133대가 운행되기에 이른다.
이러한 정상화의 노력은 그러나 한국전쟁의 발발로 인해서 무참히 훼손되기에 이른다. 전쟁의 피해는 심각하여, 궤도 총 연장 46,204m 중 5,128m가 손실을 입었고, 차량 227대 중 104대가 소실되었으며, 전차선은 모조리 파괴되었다고 한다. 이후 복구에 착수하여 1952년 6월 2일에 67대를 투입하여 한강대교 구간을 제외하고 전 노선의 운행이 재개될 수 있었으나, 이는 응급 복구에 가까운 상황이며 각종 부품과 자재의 부족으로 노후화 경향이 점차 나타나게 되었다.
한편, 이러한 전쟁 복구 과정에서 미국은 1952년 6월 19일에 전차 40량을 지원하였다. 이 중 20량을 부산전차가 사용하고, 나머지 20량을 서울시가 인수하여 각 노선에 배차하였다. 1953년에는 추가적으로 부속품 구매 자금을 부산전차와 함께 지원받아 1957년까지 31대를 추가 복구 투입하였으며, 1956년에는 추가로 53대의 전차를 지원받아 이 중 36대를 경성전기가 인수하게 되었다.

### 전차 사업 인수와 폐지
1960년대에 이르러서, 전차사업은 난항에 빠지게 되는데, 차량의 노후화가 점차 진행되고 투자 소요가 발생하고 있는 데 비해 전차요금은 동결되었으며, 이로 인해 전차사업의 적자는 크게 누적된다. 또한, 시설 역시 응급복구와 수리에 치중하고 신차 도입이 미미한 수준으로 머물러서, 차량의 경우 213대의 전 차량 중 196대가 내구연한인 20년을 초과한 상태였다. 레일 역시 평균 사용연수가 38년으로 내구연한 20년을 초과한 상황이었다. 381호도 그 196대 중 하나에 속해 있었다. 여기에 인건비, 도로점용료의 증가는 사업의 적자폭을 증가시켰으며, 또한 차량이 큰 폭으로 증가하게 되면서, 노면전차는 그 느린 속도와 잦은 고장으로 서울 도심 내 교통 체증을 유발한다는 비난까지 듣게 되었다. 이를 견디다 못한 경성전기는 전차사업의 서울시 인수를 추진하나 번번이 거절당하였고, 민간 매각을 추진하나 역시 매수할 사람이 없어 이 역시 실패하였다.
1966년 4월 초, 서울특별시장으로 취임한 김현옥은 서울시 주요 행정 시책의 첫 과제로 <교통난 완화책>을 발표하였다. 단기적으로는 지하도나 육교, 도로 등을 건설하여 당장의 수송력을 증대시키고, 중·장기적으로는 전차를 폐지하고 지하철을 건설한다는 것이 해당 완화책의 주된 골자였다. 해당 완화책이 발표된 이후 서울시는 세종로 지하도 건설에 착수하였고, 이를 위해서는 공사 기간 동안 한국전력이 운영하고 있는 궤도와 전차선을 철거하여야 했다. 서울시가 지하도 공사에 착수하기 위해서는 관련 법령에 의거하여 전차 운영 중단으로 인한 손실을 보상하거나 전차 사업의 전부 또는 일부를 매수하여야 했으나, 한국전력의 협조를 이끌어내지 못했다.

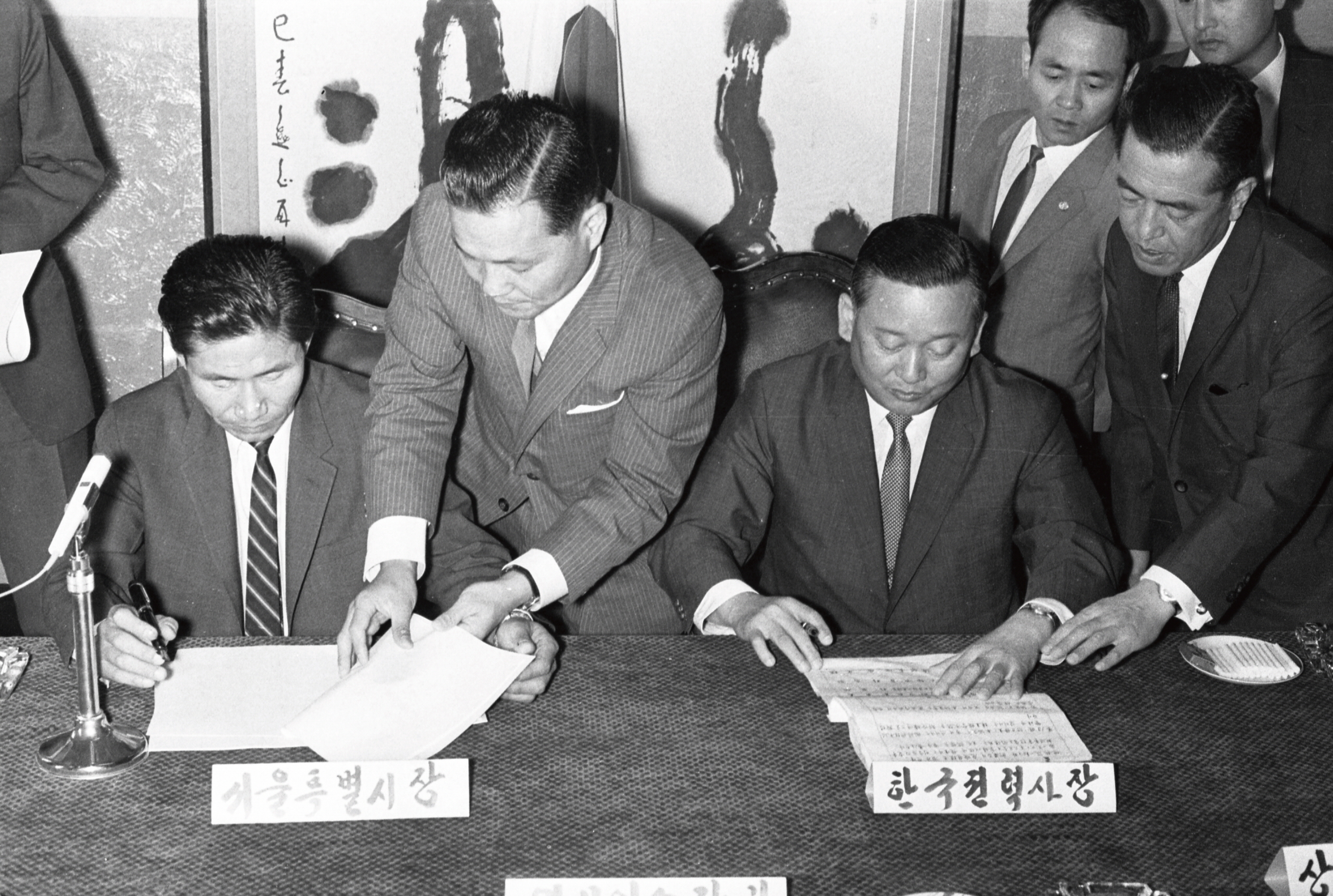
김현옥 서울특별시장과 박영준 한국전력주식회사 사장이 전차궤도사업 양도·양수에 관한 조인식을 하고 있다.

린든 B. 존슨 미국 대통령의 방한에 맞추어 지하도를 완공해야 했던 서울시는 전차 사업 인수를 적극적으로 추진하기 시작하였다. 1966년 4월 19일 열린 경제장관회의에서 전차 선로의 철거와 그 대책을 협의하기 위한 서울시 내 기구인 '서울시내 전차궤도대책위원회'를 구성하기로 의결하였고, 5월 10일에는 김현옥 서울시장이 연내(年內)에 전차 사업을 서울시로 인수하겠다는 내용을 발표하였다. 1966년 5월 18일 전차궤도사업을 한국전력에서 서울시에 이관한다는 내용으로 하는 국무총리 훈령 제32호가 발표됨에 따라 서울시의 전차 사업 이관은 급속하게 진행되었고, 1966년 6월 1일 서울시는 전차 201대와 종업원 1,620명을 한국전력주식회사로부터 인수하기에 이른다.
전차 사업이 서울시로 이관된 직후인 1966년 6월 10일부터 8월 25일까지 세종로 지하도 공사로 인해 효자동-남대문과 신문로-화신백화점 간의 전차 운행이 중단되었다. 이 중 세종로-효자동 구간은 도로 정비로 인해 궤도와 침목을 아스팔트로 복개하면서 더 이상 운행되지 않았다.
이후 1967년 10월 5일자로 전차요금 100% 인상이 단행하였으나, 일단 나머지 구간의 운행은 여전히 유지되었다. 이후 1967년 9월에 발표된 〈전차 현대화 5개년계획〉에서 각 노선을 외곽으로 이설한다는 계획이 나왔으나, 이후 1968년 4월 16일에 발표되었을땐 외곽 이설에 대해서는 얼버무렸으며, 다만 철거 계획만이 크게 강조되었다. 이러한 시영화와 폐지 추진 과정에서 전차사업 종사자들은 시영 버스 또는 서울시 산하의 각 사업소 등지로 전보되었으며, 그 외에 택시회사 등으로 재취업이 이루어져 고용 문제는 일단락되었다.
1968년 11월 30일 서울전차의 전 노선이 자정을 기해 운행 중지하였다. 이후 1974년 수도권 전철이 개통할 때까지, 서울시의 시내 대중교통은 전적으로 버스에 의존하게 되었다.

### 연표
대한제국기
- 1898년 2월 19일 - 콜브란과 보스트위크, 대한제국으로부터 전기사업권을 획득하여 한성전기회사 설립.
- 1898년 12월 25일 - 서대문~청량리 간 단선 신설.
- 1899년 일자 불명 - 종로~남대문 간 단선 신설.
- 1899년 5월 17일 - 전차 개통식.
- 1901년 1월 - 남대문~구용산 간 단선 신설.
- 1901년 7월 - 서대문~남대문 간 단선 신설. 숭례문에서 지선 형태로 분기하여 칠패로, 의주로를 거쳐 서대문 앞의 전차 종점으로 이어지는 순환 형태의 노선이었으나, 2-3년이 지나지 않아 폐지됨.[16]
- 1909년 6월 23일 - 한일가스주식회사에 매각.

일제강점기
- 1910년 7월 21일 - 구용산~신용산 간 단선 신설.
- 1910년 8월 26일 - 종로~동자동 간 복선 신설.
- 1910년 12월 20일 - 창경원선 신설.
- 1911년 4월 11일 - 청량리선 연장.
- 1911년 12월 7일 - 본선 복선화.
- 1912년 2월 12일 - 남대문~서울역 간 복선화.
- 1912년 3월 23일 - 신용산선 복선화.
- 1912년 6월 3일 - 원효로선(일제 당시 모토마치 구간) 복선화.
- 1912년 6월 25일 - 을지로2가~6가(일제 당시 코가네쵸 구간) 간 신설.
- 1912년 12월 6일 - 을지로6가~광희문 간 신설.
- 1914년 6월 8일 - 왕십리선 신설.
- 1915년 8월 26일 - 광화문~의주로 간 복선화.
- 1916년 10월 30일 - 종로4가~창경원 간 복선화.
- 1920년 11월 8일 - 을지로 입구 접속선로 신설.
- 1920년 11월 27일 - 남대문역~서대문우체국 간 신설.
- 1921년 6월 23일 - 동대문~광희문 간 신설.
- 1923년 8월 20일 - 종로~안국동 간 신설.
- 1926년 3월 30일 - 광화문~옛 중앙청(총독부)간 복선화.
- 1926년 4월 19일 - 장충단선 신설.
- 1927년 12월 19일 - 옛 중앙청(총독부)~적선동 간 복선화.
- 1928년 9월 18일 - 경마장선 복선화.
- 1928년 10월 17일 - 남대문~광화문 간 신설.
- 1929년 7월 10일 - 청량리~동 역전 연장선 신설.
- 1929년 8월 5일 - 종로~안국동 복선화.
- 1929년 9월 3일 - 신용산~한강인도교 간 신설.
- 1934년 5월 17일 - 용산서~구용산 간 복선화.
- 1934년 10월 3일 - 청량리선 복선화.
- 1935년 9월 23일 - 독립문~영천 간 신설.
- 1936년 8월 31일 - 서대문~마포 간 복선화.
- 1937년 8월 14일 - 한강교~노량진 간 신설.
- 1941년 7월 21일 - 창경원~돈암동네거리 간 신설.

해방 이후
- 1945년 8월 15일 - 해방과 동시에 한국인에 의해 전차사업 인수.
- 1950년 일자 불명 - 한국전쟁 발발로 전차 운행 중지.
- 1952년 6월 2일 - 전차 운행 재개.
- 1952년 7월 3일 - 미국제 도입 차량 투입 개시 및 영등포~노량진 선 개통(?).
- 1958년 일자 불명 - 복구 완료 및 최장 영업거리 달성.
- 1961년 7월 1일 - 경성전기, 조선전기, 남선전기 등 전력 3사 통합으로 한국전력 출범. 동시에 서울전차 사업의 한국전력 운영 개시.
- 1963년 5월 30일 - 일본 후지샤료(富士車輛)로부터 신차 8대 도입, 구형차량 교체.
- 1963년 일자 불명 - 마포차고 궤도 연장, 서대문, 서울역 앞, 돈암동선 등 보수 공사 실시.
- 1964년 일자 불명 - 서울 신문로 2가 궤도공사, 을지로 4가 분기점 개수공사, 동대문 앞 궤도 개수공사 실시.
- 1965년 일자 불명 - 일본으로부터 신차 35량 도입, 구형차량 교체.
- 1966년 4월 4일 - 김현옥 서울 시장, 〈서울특별시 교통난 완화책〉 공약에서 중기대책으로 전차 철거 천명.
- 1966년 6월 1일 - 전차사업 한국전력에서 서울시 측으로 이관.
- 1966년 6월 2일 - 세종로 지하도 공사 관계로 서대문~종로네거리 간 및 남대문~효자동 간 운행 중단.
- 1966년 9월 30일 - 세종로 지하도 완공으로 서대문~종로네거리 간 운행 재개.
- 1967년 9월 20일 - 〈전차 현대화 5개년 계획〉발표.
- 1968년 11월 30일 - 이날 자정부로 전차 운행 정지, 서울전차 폐지.

## 운영

### 영업
개업 당시의 서울전차는 별도로 정차장을 설정하지 않고, 타고자 하는 사람이나 내리고자 하는 사람이 기별을 하면 전차를 세우고 승객을 취급하는 방식이었다. 이를 위해서 전용의 기계식 운임 계산기를 차장이 가지고 각 승객의 운임을 따로 계산하였다고 한다.
이러한 방식은 그리 오래 사용되지 못한 채, 정차장을 두는 일반적인 노면전차 영업 방식으로 전환되었으며, 운임 역시 승차 전에 매표소에서 미리 표를 사 승차하거나, 차장이 요금을 징수하는 방식으로 바뀌었다. 이 방식은 큰 변화 없이 폐지시까지 유지되었다.
전차의 운행은 모든 역에 정차하는 이른바 각역 정차 방식으로 운행하였다. 그러나, 1930년대에는 서울의 과밀화와 정차장의 과다 설정으로 표정속도 및 처리 용량이 크게 악화되면서, 도심 구간 일부에서 무정차 통과가 시도된 바 있다. 일정 시간대에는 종로 등지의 몇몇 정차장을 사용하지 않는 방식으로 이루어졌다고 한다. 그러나, 불평 등으로 인해 계속 유지되지는 못한 것으로 보이며, 후에 일부 정차장의 폐지, 조정 정도로 이 문제는 정리된 것으로 생각된다.
해방 이후에는 사회적 혼란과 차량의 노후화 및 대량 손실로 인해 이런 운전방식이 시도되지 못한 채로 각역 정차 방식으로만 운행하였다.

### 노선 및 운행 계통

노선도

세부적인 차량의 운행계통에 대해서는 불명확하나, 노선도 및 《한국전기백년사》의 언급을 통해 확인할 수 있는 운행 구간은 이하와 같다.
- 본선 : 청량리~동대문~세종로
- 서대문, 마포선 : 세종로~서대문~마포
- 을지로선 : 을지로 6가~을지로입구~남대문
- 효자동선 : 효자동~세종로
- 왕십리선 : 을지로6가~왕십리
- 신용산, 구용산선 : 남대문~남영동~신용산, 남영동~원효로
- 노량진, 영등포선 : 신용산~노량진~영등포
- 의주로선 : 남대문로5가~서대문~영천(靈川)
- 창경원, 돈암동선 : 종로4가~창경원~돈암동
- 종로4가~을지로4가
- 동대문~을지로6가

차고지는 다음과 같음.
- 마포 차고
- 동대문 차고 : 이후 이 자리에 동대문고속버스터미널이 들어섰다.
- 삼각지 차고
- 영등포 차고

## 이설 계획
비록 실현되지는 않았으나, 서울 전차의 폐지에 앞서 이설에 대한 계획이 세워졌다. 이설 계획은 도심지의 교통을 지장하는 노면전차를 폐지하고, 이를 시 외곽 지역의 교통난이 심각한 지역에 이설하는 것을 골자로 한 것으로, 1967년에 5개년 계획으로 발표된 것이다. 여기에서 다루어진 노선은 다음과 같다.
- 영천~불광동~갈현동
- 왕십리~화양리
- 청량리~면목동
- 영등포~화곡동

그러나 이상의 계획은 서울시 측에 대해 전차 폐지에 대한 정치적 책임을 회피하기 위해 급조된 것이라는 평이 있으며, 실제로 과다한 건설비 등의 이유로 실현 가능성이 그리 높지 않은 것이었다고 한다.

## 차량

### 대한제국기
대한제국기의 서울시전에서 사용한 차량은 개방형 차량 8량과 귀빈용의 차량 1량이 있다. 이후 개방형 차량으로만 계속 도입이 이루어졌다. 개방형 차량은 차량 중앙에 칸막이가 쳐져 있는 곳이 상등실이고, 선두부와 후미부는 외벽 등이 일체 없는 곳으로 하등실로 쳤다. 상등실은 여성이 이용하도록 배려했다고도 한다. 현재 남아있는 차량은 없으며, 형상만을 복원한 차량이 존재한다.
귀빈용 차량은 고종의 홍릉 행차시 쓰기 위한 것이다. 다만, 모양이 상여같다는 이유로 그리 활용되지는 않은 것으로 보인다. 현재 사진이나 실물에 대한 자료가 전해지지 않는다. 이 외에 화차 등이 존재하나 실물은 전하지 않는다.

### 일제강점기
일제강점기 당시의 도입된 차량은 벽체 등이 있는 상자형 차량으로, 초기엔 2축차가 사용되었다. 이후 혼잡 대응을 위해 일본 오사카에서 반강제 보기차가 도입되었다.
381호도 역시 니혼샤료에서 1930년 도입되었으며, 해당 차량은 폐지 직전까지 운행되었다.

### 해방 이후
일제강점기 당시의 차량과 함께, 미국의 로스앤젤레스 및 애틀랜타 시에서 중고 차량을 양수받아 사용하였으며, 말기에는 일본 후지샤료 사로부터 신차 도입을 실시하는 등, 다양한 차량이 혼합 운영되었다. 당시 차량의 구분은 소형, 중형, 대형으로 차량의 크기를 기준하여 일차적으로 구분하였으며, 여기에 해방 이후에 새로 도입한 차종은 그 도입처, 특징에 따라 구분하였다. 차 번호는 세자리 숫자를 바탕으로 부여하였다.
1950년대 미국 애틀랜타 및 로스앤젤레스에서 사용되던 전차가 투입되었다. 이들 차량은 각지의 노선 폐지, 또는 신형의 노면전차 도입에 따라 남게 된 차량을 원조 형식으로 양수한 것들이었다. 이와 함께 다수의 부품이 도입되어, 차량 운영의 난맥을 해소하는데 기여하였다. 애틀랜타 시로부터의 도입차량은 405~424호까지, 로스앤젤레스로부터의 도입차량은 425~464호까지의 차호를 배정받았다.
이후 60년대에는 일본 후지샤료 사로부터 차량 도입 계약을 체결하여 도입한 바 있다. 1963년 5월 30일에는 신차 10대를 도입하여 부산전차에 2대를 배정하고, 8대를 배정받아 노후차를 교체하였다. 또한, 1965년에는 80대 도입 계획을 수립하고, 이 중 35대를 도입하여 소형차와 교체 운행하였다(세부분배내역 불명). 그러나, 1968년에 노면전차 운행이 폐지되면서 이들 차량은 도입 수 년 만에 용도가 없어지게 되었으며, 나머지 계약 수량은 도입이 중지된 것으로 보인다.
이 외에 1962년 기준으로 살수차가 2량, 화차가 1량 재적하였다. 그 외에도 종종 기존의 전차에 단장을 하여 이른바 "꽃전차"를 운행하기도 하였다.

### 도색
현재 보존되어 있는 차량의 노란색-청색 도색 외에, 백색-청록색, 백색-청색 도색을 한 차량이 확인된다. 그 외에 특이한 도색을 한 차량이 일부 존재하였다.

### 보존 차량

보존중인 363호

- 서울과학관 : 반강제보기차 363호 정태보존. 보존상태는 열악하다. 황색-녹색 도색.

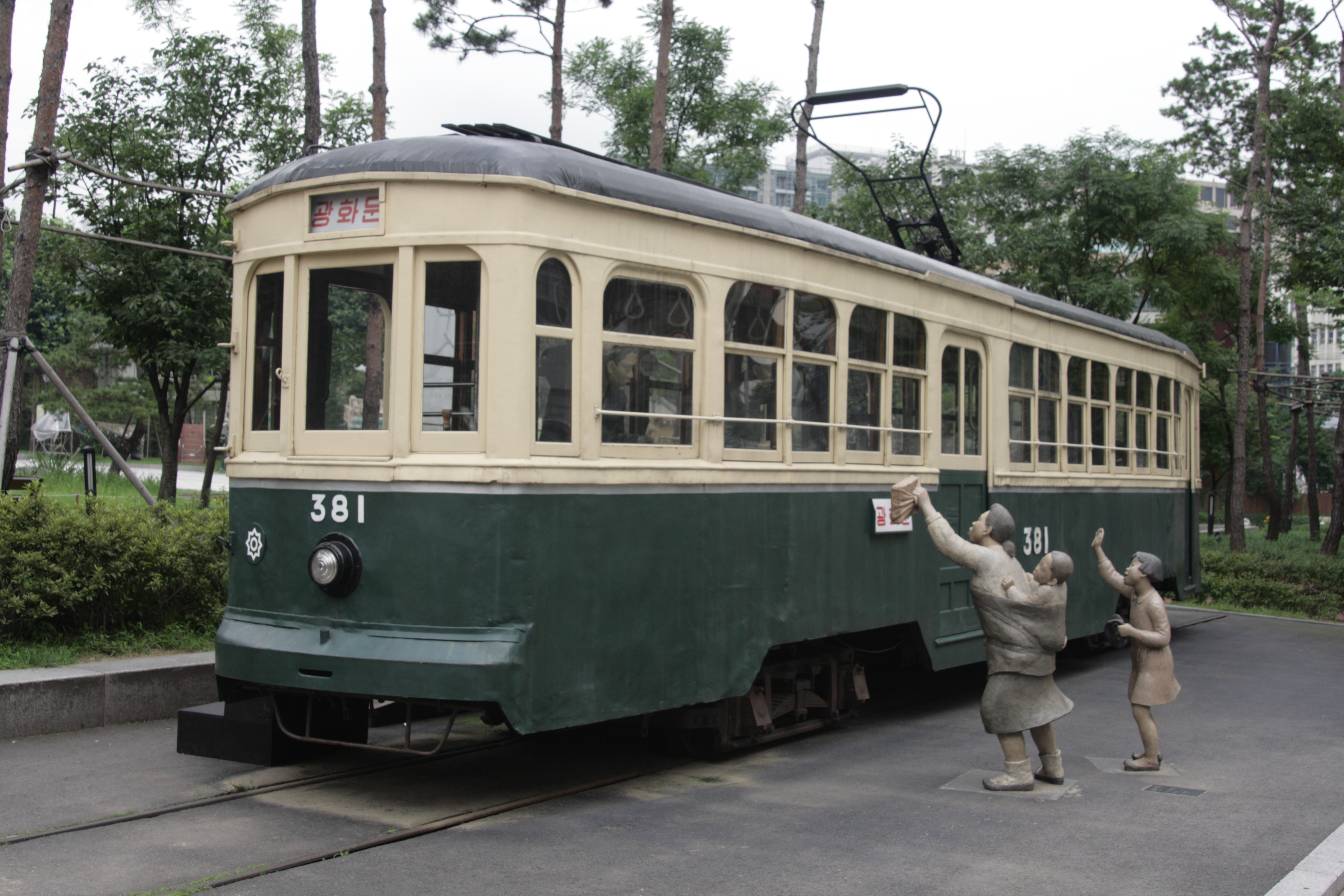
서울역사박물관 소장 381호,
등록문화재 제467호

- 서울역사박물관 : 반강제4륜보기차 381호 정태보존. 보존상태는 매우좋다. 상아색-은색-청록색 도색.

(반강제4륜보기차 381호는 본래 어린이대공원에 열악한 상태로 보존되어있었으나,
2007년 12월 서울역사박물관으로 이전하여 18개월 동안 형태복원을 위한 보존처리 거쳐 최초 제작된 형태로의 복원이 아닌 탑승인원을 늘리기 위해 개조된 1960년대 형태로 복원후,전시하고 있다.)

## 같이 보기
- 궤도
- 노면전차
- 서울지하철
- 수도권 전철

## 참고 자료
- 교통부 기획조정관실, 편집. (1962년 12월 24일). 《1962년도 한국교통연감》. 사단법인 강생회.